# Edmund von Neusser

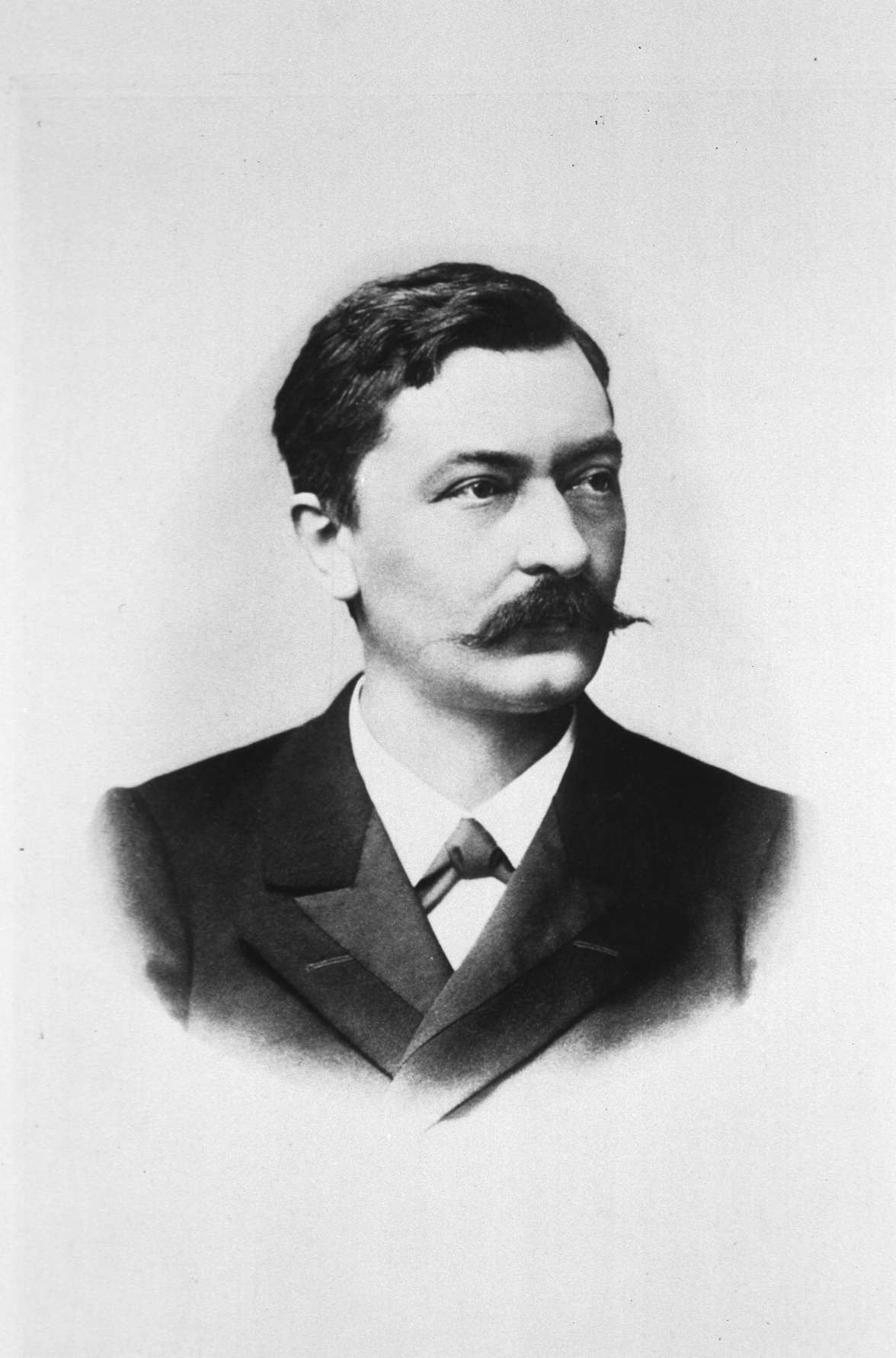
Edmund Neusser

Edmund Neusser, seit 1905 Edmund von Neusser, (* 1. Dezember 1852 in Swoszowice bei Krakau; † 30. Juli 1912 in Bad Fischau, Niederösterreich) war ein österreichischer Internist.
Edmund Neusser studierte Medizin an den Universitäten in Krakau und Wien, 1877 promovierte er zum Dr. med. Seine Ausbildung erhielt er bei Adalbert Duchek (1824–1882) und Anton Drasche (1826–1904), er war Assistent bei Heinrich von Bamberger an der II. medizinischen Universitätsklinik in Wien. Er habilitierte sich 1888 und war 1889 bis 1893 Primararzt im Krankenhaus Rudolfstiftung.
Neusser beschäftigte sich mit Hämatologie, mit den Wechselwirkungen der endokrinen Drüsen, mit Konstitutionsanomalien, Kreislaufkrankheiten, der Tuberkulose und der Lues. 1905 wurde er nobilitiert.
Im Jahr 1892 wurde in Wien Rudolfsheim-Fünfhaus (15. Bezirk) der Neusserplatz nach ihm benannt. Auch im Ort seiner Geburt Swoszowice (heute ein Bezirk Krakaus) befindet sich ein Sträßlein seines Namens.

## Werke
- Die Erkrankungen der Nebennieren. 1897 (Edmund von Neusser & Josef Wiesel: Die Erkrankungen der Nebenniere. 2., völlig umgearb. u. verm. Aufl. Wien [u. a.]: Hölder, 1910)